# شبح الماضي (فلم)
شبح الماضي فيلم درامي مصري.

## قصة الفيلم
رمزى عباس مهندس مبانى، يعيش مع زوجته دلال في فيلا تطل على النيل، يتعرف على نادرة زوجة محمود خاطر ويتحابان، يقف الزوج عقبة ضد الحب. يدبر حيلة للانتقام فيكسر له عموده الفقري بحجر ثقيل ويصبح كسيحًا ويقتل زوجته، تتنكر الأيام لمحمود فيفقد ثروته، ويخطف ابن خصمه سمير ويعذبه، تنشب معركة بين الخصمين في وجود الابن الذي يشفى من الشلل، يموت محمود ويعود الزوج إلى زوجته.

## فريق العمل
قصة:مقتبسة عن رواية لايمرسون
سيناريو وحوار: إبراهيم حسين العقاد و إبراهيم لاما
إخراج: إبراهيم لاما
إنتاج وتوزيع: كوندرو فيلم (الأخوان لاما)
ألحان الأغاني: رياض السنباطي وفريد غصن
كلمات الأغاني: عباس محمود العقاد

## بطولة
| - نادرة - بدر لاما - أمينة محمد | - أمين النبكي - ليلي أمان - محمد ولاية | - عبد الله لاما - حنا سلام |